# Cirilo Vila
Pour les articles homonymes, voir Vila.
Cirilo Vila, né le 7 octobre 1937 à Santiago et mort dans la même ville le 23 juillet 2015, est un compositeur et pianiste chilien.

## Biographie
Il commence ses études musicales à l'âge de sept ans au National Conservatory of Music de l'Université du Chili et y approfondit son apprentissage du piano. Il est membre de l'orchestre symphonique du Chili en 1954 et remporte la distinction Orrego Carvallo award en 1957. Parallèlement, il étudie la composition auprès d'Alfonso Letelier (1954-1958), puis de Gustavo Becerra-Schmidt (1960-1961). 
Au début des années 1960, il se rend à Rome, en Italie, pour s'initier à la direction d'orchestre au Conservatoire Sainte-Cécile, suivant l'enseignement du professeur Franco Ferrara. Cette première expérience se poursuit plus tard à Paris sous la direction du chef d'orchestre Pierre Dervaux. Entre 1964 et 1968, il suit des leçons particulières de composition et d'analyse avec le professeur Max Deutsch et le compositeur Olivier Messiaen.
Les œuvres de Vila sont variées. Il s'intéresse à la musique populaire en retranscrivant des chansons de Víctor Jara, mais aussi des chants pour le groupe Quilapayún. Il a aussi composé et écrit pour des artistes contemporains renommés comme le guitariste  Luis Orlandini et le ténor José Quilapi. 
Au cours d'une carrière longue de 50 ans, il est l'auteur de compositions pour différents ensembles : orchestre, musique de chambre, chœurs et solistes. Ses œuvres les plus récentes sont Del diario de viaje de Johann Sebastián (2001), pour violoncelle et piano, Bodandina con ecos de plata (2001), pour cors d'harmonie, et De sueños y evanescencia (2003), pour orchestre. Il est aussi l'auteur d'une œuvre symphonique intitulée Germinal, jouée pour la première fois par l'Orchestre philharmonique de Santiago du Chili en 1989, au Théâtre municipal de Santiago.
Il a aussi enseigné la musique à la Faculté des Arts de l'Université du Chili au début des années 1970.
Cirilo Vila décède dans sa ville natale le 23 juillet 2015, âgé de 77 ans.

## Discographie
- 1971 : Eisler - Brecht: Canciones (avec Hans Stein)
- 2013 : Obras de cámara (SVR Producciones)